# Senado bizantino

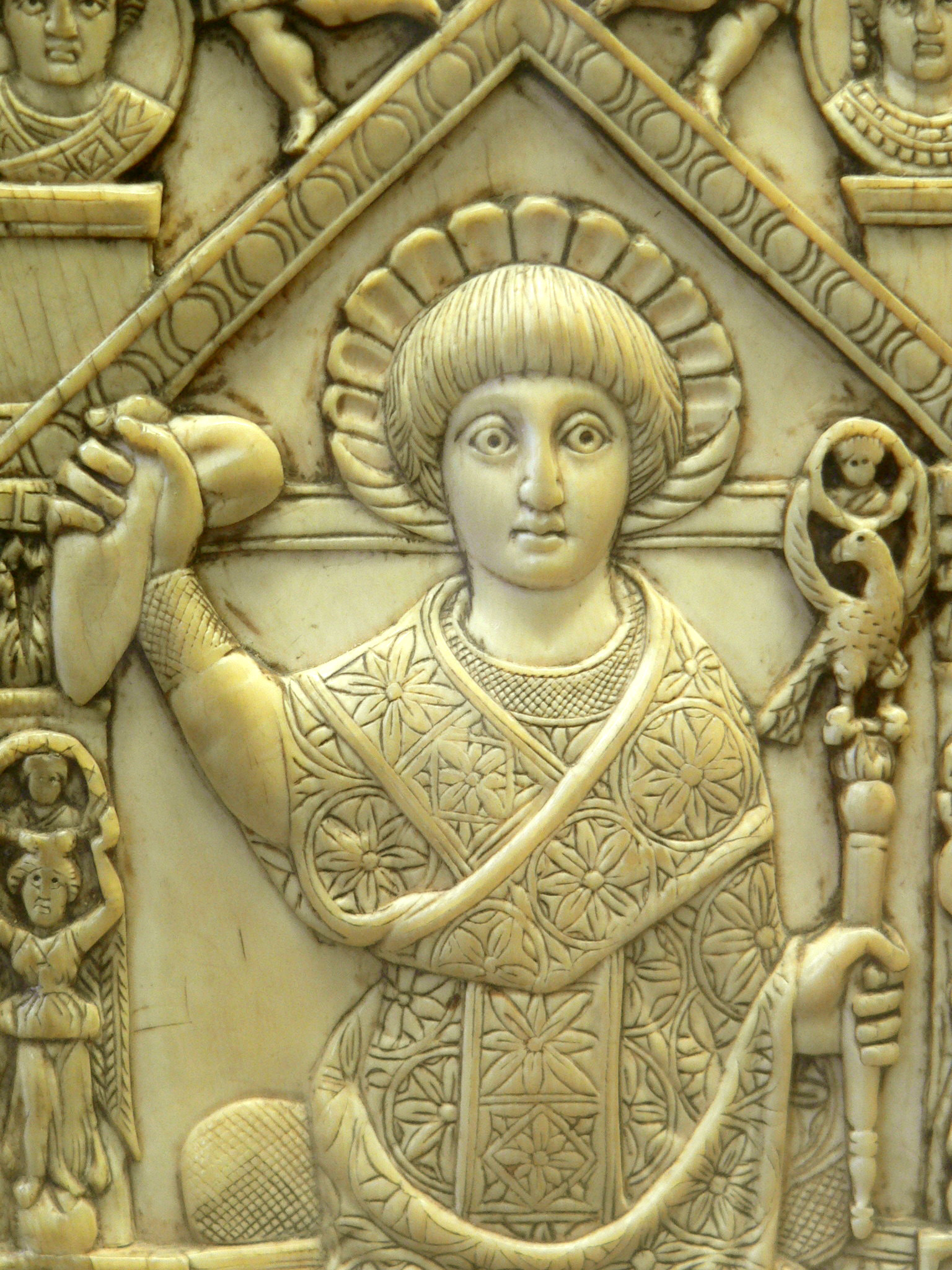
Cônsul Anastácio, em seu díptico consular, c. 517. Tem nas mãos o cetro consular encimado por uma águia e o mappa, um pedaço de pano que, ao ser jogado, marca o início das corridas no Hipódromo e significava o início dum consulado

O senado bizantino ou senado romano oriental, igualmente conhecido como Síncleto (em grego: Σύγκλητος; romaniz.: Synklētos) ou Gerúsia (em grego: Γερουσία; romaniz.: Gerousia), era a continuação do senado romano criada no século IV por Constantino (r. 306–337) em sua nova capital, Constantinopla. A instituição sobreviveu por séculos, mas foi se tornando cada vez mais irrelevante para a política bizantina até desaparecer por completo no século XIV.
O senado do Império Romano do Oriente originalmente consistia de senadores romanos que por acaso vivessem no oriente ou os que haviam se mudado para Constantinopla, além de outros burocratas que eram nomeados para função de senador. Constantino ofereceu terras e grãos para os senadores que quisessem se mudar para o oriente. Quando o imperador fundou o senado do oriente em Bizâncio, as primeiras sessões se pareciam mais com os conselhos locais de cidades importantes como Antioquia do que com o senado romano. Seu filho, Constâncio II (r. 337–361) elevou-o da posição de um colegiado municipal para o nível imperial, mas mantendo as mesmas limitações que já prevaleciam para senado em Roma. O imperador também aumentou o número de senadores para 2 000 ao incluir seus amigos, cortesãs e vários funcionários das províncias.

## Admissão e composição
Os princípios tradicionais do status senatorial eram hereditários e a forma mais comum de se tornar membro do senado ainda vigia: a magistratura. Na época da divisão do império em 395, as responsabilidades dos pretores haviam sido reduzidas a uma função puramente municipal. A única função deles era gerenciar como gastar o dinheiro em jogos ou obras públicas. Porém, com o declínio de outros cargos oficiais romanos - como o de tribuno - o pretorado permaneceu como uma importante porta de entrada pela qual os aristocratas podiam conseguir acesso aos senados ocidental - em Roma - e oriental - em Constantinopla. O pretorado era uma posição cara pois esperava-se que pretores tivessem recursos suficientes para suas obrigações. São conhecidos oito pretores no Império Romano do Oriente que dividiam os custos entre si. É importante notar que este senado do final do Império Romano era bem diferente do senado da República Romana, uma vez que os cargos de edil e tribuno há muito haviam desaparecido e, no final do século IV, o de questor estava em vias de desaparecer, mantendo-se apenas como uma magistratura provincial.
O imperador ou o próprio senado podiam emitir um decreto concedendo a uma pessoa que não havia nascido numa família de status senatorial uma cadeira no colegiado. As pessoas que conseguiam o cargo desta forma geralmente também conseguiam se isentar dos custos oriundos da cara posição de pretor que precedia a função de senador.
O senado bizantino era majoritariamente constituído de estadistas e funcionários públicos, do mais importante estadista do império como o mestre dos ofícios e mestre dos soldados (magister militum) até os governadores das províncias e funcionários aposentados. As famílias senatoriais em Constantinopla tendiam a ser menos influentes e menos distintas que as do ocidente onde o tamanho do senado também aumentara para 2 000 no século IV. Alguns aristocratas tentavam se tornar senadores para conseguir escapar às duras condições que lhes eram impostas pelos últimos imperadores romanos como Diocleciano (r. 284–305). Os curiales (a classe média romana) eram geralmente forçados a se tornarem decurião, cargo pelo qual eles eram obrigados a participar do governo local às suas próprias custas além de terem que coletar os impostos e cobrir quaisquer déficits com seu dinheiro. Como a prática de se tornar senador para escapar dessas obrigações se tornou comum, Teodósio decretou que mesmo os senadores deveriam completar o serviço público.
O senado era liderado pelo prefeito da cidade (Constantinopla), que realizava todas as comunicações com o imperador. Era composto de três ordens, os ilustres (illustres), espectáveis (spectabiles) e claríssimos (clarissimi). Os membros dos ilustres eram os que detinham os cargos mais altos no império, como mestre dos soldados e os prefeitos pretorianos. Os espetaculares formavam a "classe média" do senado e eram os estadistas mais importantes, como os procônsules, os vigários e os estrategos (governadores militares das províncias). Os claríssimos formavam a classe mais baixa do senado e eram os funcionários dos governadores ou outros funcionários de mais baixo escalão. Os membros das duas ordens mais baixas recebiam permissão para morarem onde quisessem dentro do império e eram geralmente senadores inativos, ao passo que a maioria dos membros ativos eram os ilustres, cujos cargos eram geralmente baseados na capital e, por isso, compareciam às sessões frequentemente. Como consequência no final do século V essas duas classes mais baixas foram completamente excluídas das sessões. Durante o reinado de Justiniano, o número de claríssimos foi significativamente aumentado, o que fez com que muitos funcionários fossem promovidos ao status de espetaculares, o que, por sua vez, provocou um aumento no número de ilustres, que eram, até então, uma elite. O resultado foi uma nova ordem, os gloriosos (gloriosi), que foi criada para acomodar os senadores mais importantes. É importante notar que ser um senador era geralmente uma carreira secundária para os membros do senado, que geralmente já detinham importantes funções na máquina administrativa do império.

## Poderes e funções

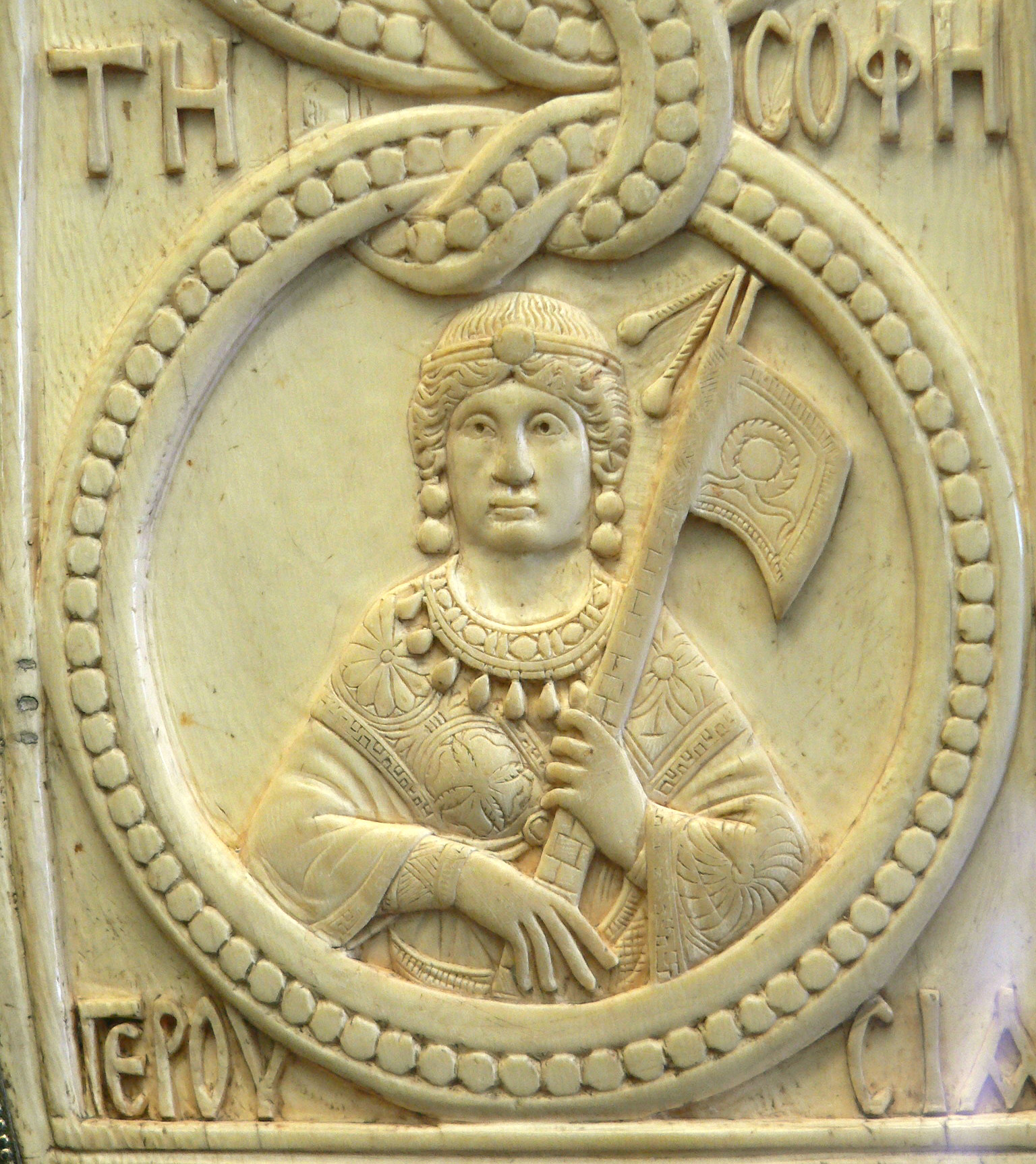
Personificação do senado no díptico consular de Teodoro Filoxeno, c. 525.

Apesar de poderes limitados, o senado podia passar resoluções (senatus consulta) que o imperador podia adotar e decretar na forma de éditos. Essa função sugere uma forma de legislatura imperial e o órgão agia, conforme o imperador, como um corpo consultivo. Algumas leis imperiais tinham a forma de "Orações ao senado" e eram lidas em público para os senadores. O imperador Valentiniano III, em 446, formulou um procedimento legislativo que dava ao senado o direito de co-operação pelo qual qualquer nova lei deveria ser discutida numa reunião entre o senado e o Conselho (imperial) antes de ser confirmada pelo imperador. Este procedimento foi incluído no Código de Justiniano, embora seja incerto se chegou a ser completamente adotado no oriente. Além disso, o imperador podia utilizar o senado como uma corte judicial que muitas vezes recebia julgamentos de casos de alta traição para resolver. Crimes ordinários também eram geralmente julgados por uma corte que consistia do prefeito da cidade e cinco senadores escolhidos ao acaso. O senado também tinha uma importância constitucional, pois, na teoria, os imperadores eram escolhidos pelos militares e confirmados pelo senado, ainda que a sucessão fosse, na maioria das vezes, hereditária.

## Confrontos com o imperador
Durante sua longa história, o senado bizantino se confrontou por diversas vezes com o imperador para tentar reforçar sua autoridade com base em sua importância constitucional de confirmar a sucessão imperial. Em 457, os senadores se ofereceram para fazer do mestre dos soldados, o alano Áspar, imperador, mas o tribuno e senador Leão, que era subordinado de Áspar, acabou ascendendo ao trono. Em 532, alguns senadores apoiaram os rebeldes de Nica contra Justiniano, que não gostava e nem confiava nos ricos senadores. Depois de 541, o senado perdeu muitos de seus membros por conta da famigerada Praga de Justiniano e, durante o tumultuado período que se seguiu, Justiniano acabou confiscando as propriedades de muitos dos senadores que sobreviveram. Em 608, durante o reinado de Focas (r. 602–610), Heráclio, o Velho, e seu filho, Heráclio, foram declarados cônsules com o apoio dos membros do senado em Cartago. Heráclio posteriormente se tornaria imperador quando Focas foi deposto numa igreja por dois senadores.
Quando Heráclio morreu, em 641, o império ficou a cargo de seus dois filhos. Constantino III (r. 641), de seu primeiro casamento com Fábia Eudócia, e Heraclonas (r. 641), de seu segundo, com Martina. A imperatriz tentou tomar o poder (provavelmente para seu filho) numa cerimônia realizada no Hipódromo de Constantinopla na presença do senado, de oficiais de alto escalão e do povo da capital. As opiniões em geral foram fortemente contrárias a ela, pois havia o desejo que os filhos de Heráclio governassem e Martina teve que retornar derrotada para o Grande Palácio. Porém, Constantino III morreu apenas quatro meses depois, deixando seu meio-irmão Heraclonas como único imperador. Rumores circulavam de que Martina havia tramado o assassinado do enteado e, logo depois, uma revolta liderada pelo general Valentino forçou Heraclonas a aceitar seu sobrinho Constante II (r. 641–668), filho de Constantino, como coimperador. Numa tentativa de reduzir as chances do garoto de reinar, Heraclonas nomeou o irmão menor dele, Davi (Tibério), também. Porém, nada disso foi suficiente para aplacar o descontentamento no senado e na população e logo Heraclonas foi deposto pelos senadores. Seu nariz foi cortado, a língua de Martina, arrancada, e ambos foram exilados para Rodes. Constante II se tornou imperador sozinho sob a regência do senado.

## Declínio
O poder do senado foi sendo gradualmente reduzido no decurso de sua história, mas a casa ainda existia no século XIII. Do século VII em diante, pode-se dizer que o senado era menos uma instituição e mais uma classe de dignitários, pois muitos de seus parcos poderes foram removidos nas reformas dos imperadores Basílio I, o Macedônio (r. 867–886) e Leão VI, o Sábio (r. 886–912). O próprio senado ainda tinha um considerável prestígio, especialmente no século XI, quando a "facção da corte" chegou ao poder depois da morte de Basílio II Bulgaróctono (r. 976–1025). Com o triunfo final da facção militar, representado pela ascensão de Aleixo I Comneno (r. 1081–1118), o senado começou a se tornar irrelevante e o título de senador podia ser comprado do imperador. O último ato conhecido do senado bizantino foi eleger Nicolau I Canabo como imperador em oposição a Isaac II Ângelo  (r. 1185-1195; 1203-1204) e Aleixo IV Ângelo (r. 1203–1204) durante a Quarta Cruzada. Sob a dinastia paleóloga, o título de senador sobreviveu por um tempo, mas nas crises de meados do século XIV, o antigo ofício finalmente desapareceu para sempre.

## Edifício
Houve dois edifícios onde o senado bizantino se reunia em Constantinopla: o primeiro, construído por Constantino e restaurado por Justiniano, ficava a leste do Augusteu, perto do palácio imperial, na Magnaura, enquanto que o outro ficava a norte do Fórum de Constantino. O senado perdeu ambas as casas no século VI e, a partir daí, passou a se reunir no Grande Palácio de Constantinopla.